# منشأة التويثة للأبحاث النووية

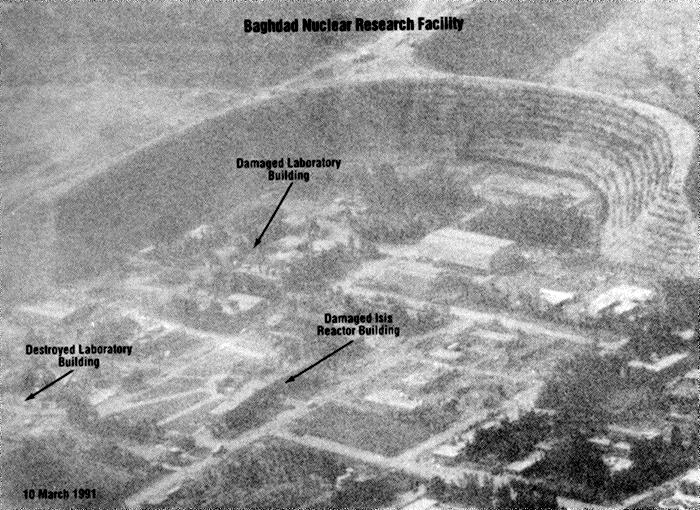
منشأة التويثة في مارس 1991

منشأة التويثة للابحاث النووية هي محطة ابحاث نووية عراقية تقع قرب التويثة ببغداد، في منطقة جسر ديالى. وهي تمثل في الاصل بقايا المشروع النووي العراقي الذي كانت فرنسا تبني مفاعلاته (مشروع اوزيراك) والذي أطلق العراق عليه مفاعل تموز واحد. ومفاعل تموز اثنين. و
كانت ضربة جوية إسرائيلية أطلق عليها عملية أوبرا عام 1981 اوقفت المشروع تماما. في حين دمرت الولايات المتحدة الأمريكية أثناء حرب الخليج 1991 ما تبقى من المشروع. كما أو تم استخدامه كمنشأة لتخزين وقود المفاعل المستهلك والنفايات الصناعية والطبية. حيث افيد بإن المواد المشعة لا تكون مفيدة لصنع قنبلة ذرية، ولكن يمكن استخدامها في صنع قنبلة قذرة. في أعقاب غزو العراق عام 2003، تعرض للنهب بشكل كبير ولا يعرف لحد الآن مالذي سرق منه.
حتى عام 1991 كان الموقع يدار من قبل خضر حمزة كما يفترض الأمريكيون. وتحيط بالموقع ساترا رمليا بطول ستة اميال، وارتفاع 50 مترا.

## الموقع بعد عام 2003
في أبريل من عام 2003 اكتشفت قوات المشاة البحرية المركز النووي لتعلن بعد ذلك بانها اكتشفت منشأة نووية سرية. ولكن وكالة أسوشيتد برس سارعت إلى تكذيب الخبر واشارت إلى الجنود الأمريكين قاموا بكسر أختام الوكالة الدولية للطاقة الذرية التي وضعت لكي لا تستخدم المنشأة مرة أخرى.
في 3 مايو 2003، قامت مفرزة من القوات الخاصة الأمريكية وثمانية خبراء نووين من وزارة الخارجية الأمريكية بإجراء مسح ميداني للموقع.
خلال الأشهر الأولى للاحتلال حيث قامت القوات الأمريكية بحماية الموقع وفي صيف عام 2004 تسلمته الحكومة العراقية.

## التاريخ
كانت منشأة التويثة للأبحاث النووية هي الموقع النووي الرئيسي في العراق الذي كان معنيًا بمعالجة المواد النووية. بدأ تشغيله في عام 1967 عندما تم تشغيل ثلاثة مرافق رئيسية للنشاط النووي وموقع لتخزين النفايات. وكانت هذه المرافق هي مفاعل الأبحاث IRT 2000، ومبنى إنتاج النظائر المشعة، ومحطة التخلص من النفايات. تم بناء العديد من المنشآت النووية الأخرى في هذا الموقع لاحقًا، وتم ترقية مفاعل IRT 2000 إلى IRT 5000.
حتى عام 1991، كان المنشأ مرفقًا للأبحاث النووية تحت إدارة خضر حمزة. كان الموقع محاطًا بحاجز رملي يمتد لأربعة أميال (6.4 كم) ويصل ارتفاعه إلى 160 قدمًا (50 م)، واحتوى على المفاعل الفرنسي الصنع "أوزيراك"، الذي دمرته إسرائيل في عام 1981. زعمت إسرائيل أن هناك حجرة سرية تحت الأرض لإنتاج البلوتونيوم. يُنتَج البلوتونيوم في مفاعلات التكاثر عن طريق إحاطة مصدر نيوتروني، مثل المفاعل النووي، بـ "غلاف" من U-238. النيوترونات التي يطلقها الانشطار النووي تُستخدم لإنتاج Pu-239، وهو أرخص وأسهل وسيلة لتحقيق إنتاج كبير من البلوتونيوم. واعتبر مدير الوكالة الدولية للطاقة الذرية، التي أجرت عمليات تفتيش منتظمة على المجمع، أن حجرة سرية على عمق 40 مترًا تحت قلب المفاعل لن تكون فعالة، بينما ردت إسرائيل بتصحيح بيانها الأصلي إلى 4 أمتار. كانت الوكالة الدولية للطاقة الذرية على علم بوجود مثل هذه الحجرة، لكن أرضية المفاعل كانت محمية، وكانت الحجرة تحتوي على آليات رفع قضبان التحكم التي تتطلب الوصول للصيانة. وفقًا لمدير الوكالة، فإن الحماية ستمنع النيوترونات اللازمة لتحويل U-238 إلى Pu-239، ولن يتمكن المفاعل من العمل إذا كانت الحجرة ممتلئة باليورانيوم.
باعتبارها الموقع الوحيد للمفاعلات في العراق، كانت المفاعلات تعتمد على الوقود المستورد من فرنسا ولم تكن قادرة على إنتاج كميات كبيرة من اليورانيوم المخصب. في عام 1991، لو كان العراق قد حول مخزونه بالكامل من قضبان الوقود النووي، مع افتراض قدرته على إجراء العملية الصعبة لفصل الوقود المعرض للإشعاع الشديد الذي يحتوي على 69 عنصرًا، لما كان لديهم سوى 41 كغم من U-235، أقل من 64 كغم المستخدمة في "قنبلة الولد الصغير". 52 كغم من HEU بنسبة 93% هو الحد الأدنى من الكتلة الحرجة المطلوبة لإنشاء قنبلة يورانيوم. لم يكن لديهم القدرات التقنية أو الموارد لإنتاج جهاز تفجير يستخدم U-235 أقل ولكن يتطلب عدسات معقدة.
خلال الأشهر الأولى من الاحتلال، كان موقع التويثة محميًا من قبل القوات الأمريكية وكان يُدار بواسطة مقاولين من شركة رايثيون. تم تسليم السيطرة الكاملة على المنشأة للسلطات العراقية في صيف 2004. خلال الاحتلال الأمريكي، تعرض المجمع للنهب، حيث تم سرقة العديد من المواد، معظمها من الرصاص. تم إفراغ براميل وحاويات مبطنة بالرصاص في الموقع ثم نقلها إلى مصنع لتدوير الرصاص القريب، حيث تم صهرها إلى سبائك. تم تنفيذ العملية على مرحلتين: الأولى كانت حدثًا منظمًا يتطلب آلات صناعية حيث تم سرقة قطع كبيرة من الحماية من المفاعلات المدمرة، والثانية شملت القرويين المحليين الذين كانوا يحملون العناصر على عربات يدوية. في المجمل، تم فقد حوالي 10 كغم من اليورانيوم، والذي يمكن تفسيره بسهولة على أنه تلوث طفيف من بعض الغرامات من الغبار لكل وعاء من أكثر من 200 حاوية مسروقة.

## إنجازات البحث
أنتجت الأبحاث التي أُجريت في المجمع نتائج جديدة ضرورية لتأسيس برنامج نووي ذاتي الاكتفاء.
- استخدم مفاعل IRT-5000 كمفاعل تكاثر محدود للغاية باستخدام 3 قضبان يورانيوم طبيعي مصنوعة في العراق وقضيب مخصب بنسبة 10% تمت معالجته بموافقة الوكالة الدولية للطاقة الذرية. باستخدام تقنية استخلاص اختزالي لليورانيوم والبلوتونيوم (PUREX)، أنتج مشروع 22 5 غرام من البلوتونيوم.[4]
- تم تحقيق تخصيب بنسبة 7.6% باستخدام تكنولوجيا EMIS (الفصل المغناطيسي)، حيث تم إنتاج ما مجموعه 640 جرامًا من عام 1985 إلى 1991.[4]
- من خلال تجربة تقنية اساهي كاسي-Asahi Kasei اليابانية، تم إنتاج 100 كغم من الراتنجات التبادل الأيونية المعتمدة على البولي فينيل والفينيل بيريدين على مدى عامين.[4]

تم التحقيق في تكنولوجيا الطرد المركزي الغازي، والفصل النظائري بالليزر، وتكنولوجيا انتشار الغاز، ولكن تم التخلي عنها بسبب نقص البنية التحتية الصناعية اللازمة لدعم هذه الجهود في الاقتصاد العراقي. على الرغم من أن الحكومة العراقية تمكنت من تهريب بعض وحدات الطرد المركزي من الفولاذ وألياف الكربون إلى البلاد، إلا أنها كانت بحاجة إلى ألف وحدة على الأقل لمعالجة كميات صناعية. بدون توفر واسع للأدوات الدقيقة للغاية ومنشآت الإنتاج، كانت المهمة مستحيلة تحت الحظر المفروض على انتشار الأسلحة. فقط روسيا والولايات المتحدة طوروا تكنولوجيا الآلات الدقيقة المطلوبة خلال سباق الفضاء.

## الوضع الحالي
تشمل 18 منشأة ومواقع للنفايات الإشعاعية في هذا الموقع والتي تم تضمينها ضمن مشروع إلغاء الخدمة ما يلي:
- مختبر الكيمياء الإشعاعية
- مفاعل IRT 5000
- إنتاج النظائر المشعة الإيطالية (إنتاج النظائر رقم 2)
- إنتاج النظائر المشعة الروسية (إنتاج النظائر رقم 1)
- LAMA
- مفاعل تموز 2
- محطة معالجة النفايات المشعة (RWTS)
- صومعة تخزين النفايات الصلبة (فرنسي)
- مستودع RWTS / مخزن النفايات
- الأرض والمواد الملوثة المحيطة بمبنى RWTS
- صوامع تخزين النفايات الروسية
- إنتاج معدن اليورانيوم
- تصنيع الوقود وتنقية اليورانيوم (بما في ذلك حفرة النفايات)
- منشأة اختبار حراري لعناصر الوقود (مجمع إيطالي آخر)
- إنتاج Po 210
- موقع دفن / إخفاء OUT-1
- ساحات الخردة ومواقع الدفن

## صور من الأقمار الصناعية
- صور لمنشأة التويثة للأبحاث النووية تم أخذها من الأقمار الصناعية.

## أنظر أيضا
- العراق وأسلحة الدمار الشامل

## وصلات خارجية
- محمد البرادعي: يجب إعطاء العراق فرصة أخرى
- المستندات العامة لمنشأة التويثة للأبحاث النووية